# Matei de Boulogne
Matei (cunoscut și ca Matei de Alsacia) (n. cca. 1137–d. 1173) a fost conte de Boulogne.
Matei a fost cel de al doilea fiu al contelui Thierry de Flandra cu Sibila de Anjou. Prin căsătoria sa cu Maria de Boulogne, Matei a devenit conte de Boulogne jure uxoris din 1160. Cei doi au divorțat în 1170, dar el a continuat să fie conte de Boulogne până la moarte.
Fiica lor mai mare a fost Ida, care va succeda la conducerea comitatului. Cealaltă fiică, Maud de Boulogne, s-a căsătorit cu ducele Henric I de Brabant.
În 1171, Matei s-a recăsătorit cu Eleonora, fiică a contelui Raoul I de Vermandois, cu care a avut o fiică decedată la scurtă vreme. 
Matei a fost un susținător al lui Henric Tânărul Rege și a primit posesiuni în Anglia. A murit luptând la asediul asupra Trenton (astăzi, Neufchâtel-en-Bray), în cadrul revoltei din 1173-1174 a fiilor regelui Henric al II-lea al Angliei, sub comanda contelui Filip I de Flandra. Rănit de o săgeată, nu și-a mai putut reveni.